# Nick Miller (Leichtathlet)
Nicholas „Nick“ Miller (* 1. Mai 1993 in Carlisle) ist ein britischer Leichtathlet, der sich auf den Hammerwurf spezialisiert hat. Er ist Inhaber des britischen Landesrekords und siegte zwei Mal bei den Commonwealth Games und sicherte sich einmal die Silbermedaille, womit er einer der erfolgreichsten englischen Hammerwerfer ist.

## Sportliche Laufbahn
Erste internationale Erfahrungen sammelte Nick Miller bei den Juniorenweltmeisterschaften 2012 in Barcelona, bei denen er mit 67,46 m in der Qualifikation ausschied. 2013 nahm er an den U23-Europameisterschaften im finnischen Tampere teil und wurde dort mit 66,64 m Neunter. Bei den Commonwealth Games 2014 in Glasgow gewann er für England startend mit 72,99 m die Silbermedaille und musste sich dabei nur dem Kanadier James Steacy geschlagen geben. 2015 siegte er bei den U23-Europameisterschaften in Tallinn mit 74,46 m und qualifizierte sich auch für die Weltmeisterschaften in Peking, bei denen er mit 72,94 m im Finale den elften Rang belegte.
2016 scheiterte er bei den Europameisterschaften in Amsterdam mit 67,76 m in der Qualifikation, wie auch bei den Olympischen Spielen in Rio de Janeiro, bei denen 70,83 m nicht für einen Finaleinzug reichten. Ein Jahr darauf belegte er bei den Weltmeisterschaften in London mit 77,31 m den sechsten Platz im Hammerwurf-Finale. 2018 nahm er erneut an den Commonwealth Games im australischen Gold Coast teil und siegte dort mit neuem Spiele- und Landesrekord von 80,26 m überlegen die Goldmedaille vor dem Australier Matthew Denny und dem Schotten Mark Dry. Er qualifizierte sich damit für die Europameisterschaften in Berlin, bei denen er mit 73,16 m im Finale nur Rang zehn belegte. 2019 gelangte er bei den Weltmeisterschaften in Doha bis ins Finale und klassierte sich dort mit 75,31 m auf dem zehnten Platz. 2021 nahm er dann erneut an den Olympischen Spielen in Tokio teil und wurde dort mit einer Weite von 78,15 m im Finale Sechster.
2022 gelangte er bei den Weltmeisterschaften in Eugene mit 73,74 m im Finale auf den elften Platz und anschließend siegte er bei den Commonwealth Games in Birmingham mit einer Weite von 76,43 m. Daraufhin belegte er bei den Europameisterschaften in Berlin mit 77m29 m den achten Platz.
In den Jahren 2014 und 2015 sowie von 2017 bis 2019 sowie 2022 wurde Miller Britischer Meister im Hammerwurf. Er ist Student für Kriminologie und Ernährung an der Oklahoma State University – Stillwater.